# بيتر زهوبي
بيتر زهوبي (بالسويدية: Petrit Zhubi)‏ (8 مايو 1988 بالسويد - ) هو لاعب كرة قدم سويدي في مركز الوسط. لعب مع أتفدابيرجس ونادي ليونغسكايل وIK Oddevold ‏ وغايس غوتنبرغ وNest-Sotra Fotball ‏ وFC Trollhättan ‏.

## وصلات خارجية
- بيتر زهوبي على موقع اتحاد السويد (السويدية)
- بيتر زهوبي على موقع قاعدة بيانات كرة القدم.إي يو (الإنجليزية)
- بيتر زهوبي على موقع Soccerway.com (الإنجليزية)